# Hymenocallis puntagordensis
Hymenocallis puntagordensis är en amaryllisväxtart som beskrevs av Hamilton Paul Traub. Hymenocallis puntagordensis ingår i släktet Hymenocallis och familjen amaryllisväxter. Inga underarter finns listade i Catalogue of Life.